# WASP-7
WASP-7 även känd som HD 197286, är en ensam stjärna belägen i den mellersta delen av stjärnbilden Mikroskopet. Den har en skenbar magnitud av ca 9,51 och kräver en kraftig handkikare eller ett mindre teleskop för att kunna observeras. Baserat på parallax enligt Gaia Data Release 1 på ca 6,32 mas, beräknas den befinna sig på ett avstånd på ca 520 ljusår (158 parsek) från solen. Den rör sig närmare solen med en heliocentrisk radialhastighet på ca -29 km/s.

## Egenskaper
WASP-7 är en gul till vit stjärna i huvudserien av spektralklass F5 V Den har en massa som är ca 1,28 solmassa, en radie som är ca 1,43 solradie och har en effektiv temperatur av ca 6 400 K.

## Planetsystem
SuperWASP-projektet tillkännagav 2008 en exoplanet, WASP-7b, som kretsar kring WASP-7. Planeten verkar vara en annan het Jupiter, en tät planet med en massa lika med en jupitermassa som kretsar mycket nära en het stjärna och därmed avger tillräckligt med värme för att lysa.
| Planet | Massa              | Halv storaxel (AE)    | Siderisk omloppstid (d)     | Excentricitet         | Inklination | Radie |
| ------ | ------------------ | --------------------- | --------------------------- | --------------------- | ----------- | ----- |
| b      | 0,96 +0,12−0,18 MJ | 0,0618 +0,0014−0,0033 | 4,954658 +0,000055−0,000043 | 0,0173 +0,0009−0,0011 | -           | -     |